# Juan IV de Constantinopla
Juan IV (Constantinopla, 2 de septiembre de 595), también conocido como Juan Nesteutes (en griego: Ιωάννης Νηστευτής, Joannes Nesteutés, Juan el Ayunador), fue el 33º arzobispo de Constantinopla (11 de abril de 582-595). Fue el primero en asumir el título de Patriarca Ecuménico. Es considerado santo por la Iglesia ortodoxa y la Iglesia católica, que celebran su fiesta el 2 de septiembre.

## Biografía
Juan (apellidado Jejunator, a veces también Cappadox) nació en Constantinopla de padres artesanos y trabajó como orfebre. Bajo el patriarca Juan III (565–577) fue diácono en la iglesia de Santa Sofía y luego llegó a ser sacellario (funcionario que actúa como vicario patriarcal de los monasterios). Fue famoso por su vida ascética y era llamado 'el Ayunador'. Bajo Eutiquio I (577–582) se convirtió en una persona importante entre el clero de la ciudad. A la muerte de Eutiquio, el emperador Tiberio II lo convirtió en patriarca (578–582).
Según un relato, se programó un espectáculo de caballos en el Hipódromo en la víspera de la Fiesta de Pentecostés. El patriarca Juan encontró inaceptable la concurrencia de sus fieles. Mediante la ferviente oración del patriarca, se produjo una terrible tormenta con lluvia y granizo, de modo que todos se dispersaron presas de miedo y se dieron cuenta de lo inapropiado del entretenimiento.
Con el siguiente emperador, Mauricio (582–602), todavía seguía siendo un favorito en la corte. Siempre tuvo una gran reputación de ascetismo y caridad hacia los pobres. En 587 o 588, convocó a los obispos de Oriente en nombre del 'Patriarca Ecuménico' para examinar determinados cargos contra Gregorio, Patriarca de Antioquía (aunque Adrian Fortescue pregunta bajo qué autoridad). Juan fue Patriarca de Constantinopla desde 582 hasta 595, y fue el primero en usar el título de 'Patriarca Ecuménico'.
Cuando el patriarca Gregorio fue absuelto y regresó a su sede episcopal, se envió un informe a Roma y el papa Pelagio II anuló solemnemente los actos de este concilio. En 590, el papa Pelagio II fue sucedido por Gregorio I, quien inicialmente tenía buenas relaciones con Juan IV, a quien había conocido Gregorio cuando sirvió como legado en Constantinopla.
En 593, el papa Gregorio I culpó severamente a Juan por haber permitido que un presbítero isaurio llamado Anastasio, acusado de herejía, fuera golpeado con cuerdas en la iglesia de Constantinopla.
En 595, la controversia volvió a surgir sobre el título de Patriarca Ecuménico. Gregorio escribió a su legado Sabiniano prohibiéndole comunicarse con Juan. En el caso de un presbítero llamado Atanasio, acusado de ser, hasta cierto punto, maniqueo, y condenado como tal, Gregorio intentó demostrar que el acusador era también un herético pelagiano, y que por descuido, ignorancia o culpa de Juan IV, el concilio nestoriano de Éfeso se había confundido con el concilio ortodoxo de Éfeso.
Su vida ascética continuó hasta su muerte, y cuando murió, solo dejó entre sus pertenencias, un manto, una sábana y un banquillo para orar, las cuales el emperador retuvo como reliquias.

## Obras
Isidoro de Sevilla (de Script. Eccl. 26) le atribuye solo una carta, ahora desaparecida, sobre el bautismo dirigido a San Leandro. Juan, dice Isidoro, 'no propone nada propio, sino que solo repite las opiniones de los antiguos Padres sobre la inmersión trinitaria'.
Sin embargo, todavía existen varias obras atribuidas a Juan IV (editadas en Patrologia Graeca vol. 88):
- Su penitencial, Libellus Poenitentialis, o, como se describe en el Libro III de la obra de León Alacio, de Consensu Utriusque Ecclesiae (Roma, 1655), Praxis Graecis Praescripta en Confessione Peragenda.
- Instructio, qua non modo confitens de confessione pie et integre edenda instituitur, sed etiam sacerdos, qua ratione confessiones excipiat, poenitentiam imponat et reconciliationem praestet informatur.
- Homilía sobre la penitencia, continencia y virginidad que Montfaucon, Voss y Pearson consideraban obra de Juan. A menudo está impresa entre las homilías de Juan Crisóstomo, pero ahora, los eruditos estuvieron de acuerdo que no eran de Crisóstomo.
- Homilía sobre los falsos profetas y la falsa doctrina. Atribuida a Juan por Voss y Denis Pétau, aunque ocasionalmente se la atribuye a Crisóstomo (Peter Wastel) o a Juan de Jerusalén.
- Un conjunto de preceptos para un monje, en un manuscrito, hoy en la biblioteca de París.

En cualquier caso, los ortodoxos en la Edad Media siempre atribuyeron los dos primeros al patriarca.

### Cánones
Una sección importante de la ley canónica ortodoxa oriental se le atribuye a Juan IV, es decir, los llamados Cánones de Juan el Ayunador y el Kanonikon adjunto a ellos. Se pueden encontrar en versiones griegas y eslavas, especialmente en la colección de Teodoro Balsamón y en el Pedalion de Nicodemo el Hagiorita. El bizantinista alemán Georg Beck analizó los cánones y concluyó que probablemente fueron escritos en parte por seguidores de Basilio el Grande y en parte por Juan Crisóstomo, mientras que el Kanonikon dataría del siglo X. 
Estos escritos son interesantes por reflejar en detalle la moral sexual, como se consideraba anteriormente a Tomás de Aquino, como que la sodomía (arsenokoitia) no se pensaba generalmente que se produjera en términos del mismo sexo sino en términos de relaciones sexuales anales. La sodomía entre marido y mujer se castigaba más severamente que la sodomía entre hombres solteros (ocho años de exclusión de la comunión frente a solo cuatro años). La masturbación mutua, independientemente de si era entre miembros del mismo sexo o no, era penada con 80 días de exclusión de la comunión. Todo esto muestra que no solo el sexo extramatrimonial se consideraba pecaminoso, sino también ciertas prácticas sexuales dentro del matrimonio y que la variante del mismo sexo en la sodomía mitigaba la pena en lugar de agravarla.